# Teroual
Teroual  (in arabo تروال‎?) è un centro abitato e comune rurale del Marocco situato nella provincia di Ouezzane, regione di Tangeri-Tetouan-Al Hoceima. Conta una popolazione di 12 621 abitanti (censimento 2014).